# Чари
Чари (ჭ, груз. ჭარი) — тридцатая буква современного грузинского алфавита и тридцать третья буква классического грузинского алфавита.

## Использование
В грузинском языке обозначает звук [t͡ʃʼ]. Числовое значение в изопсефии — 5000 (пять тысяч). Может сочетаться с буквами кани и кари.
Также используется в грузинском варианте лазского алфавита, используемом в Грузии. В латинице, используемой в Турции, ей соответствует ç̌ или çʼ.
Ранее использовалась в абхазском (1937—1954) и осетинском (1938—1954) алфавитах на основе грузинского письма, после их перевода на кириллицу в абхазском была заменена на ҷ, а в осетинском — на чъ.
В системах романизации грузинского письма передаётся как č (ISO 9984, ALA-LC), ch (BGN/PCGN
1981), chʼ (национальная система, BGN/PCGN 2009). В грузинском шрифте Брайля букве соответствует символ ⠭ (U+282D).

### Лексика
- Ча (ჭა) — колодец

## Написание
| Асомтаврули | Нусхури | Мхедрули |
| ----------- | ------- | -------- |
|             |         |          |

## Кодировка
Чари асомтаврули и чари мхедрули включены в стандарт Юникод начиная с самой первой его версии (1.0.0) в блоке «Грузинское письмо» (англ. Georgian) под шестнадцатеричными кодами U+10BD и U+10ED соответственно.
Чари нусхури была добавлена в Юникод в версии 4.1 в блок «Дополнение к грузинскому письму» (англ. Georgian Supplement) под шестнадцатеричным кодом U+2D1D; до этого она была унифицирована с чари мхедрули.
Чари мтаврули была включена в Юникод в версии 11.0 в блок «Расширенное грузинское письмо» (англ. Georgian Extended) под шестнадцатеричным кодом U+1CAD.